# De Madenlaan
De Madenlaan was een wegwaterschap in Friesland dat een bestuursorgaan was van 1943 tot 1973. Het grondgebied lag in de gemeenten Hemelumer Oldephaert en Noordwolde en Hindeloopen.
Doel van het waterschap was het bevorderen van de verkeersgelegenheid op de Madenlaan en de brug over vaart langs de Oude Zeedijk. Om juridisch-technische redenen werd het waterschap opgeheven en heropgericht in 1949. Per 1 januari 1973 werd het waterschap opgeheven en ging het bij de eerste grote waterschapsconcentratie in die provincie, op in het waterschap Tusken Mar en Klif. Na verdere fusies valt het gebied sinds 2004 onder Wetterskip Fryslân.